# Квинт Бебий Мацер
Квинт Бебий Мацер (на латински: Quintus Baebius Macer) e сенатор на Римската империя от края на a и началото на 2 век. Произлиза от фамилията Бебии.
През 100/101 г. е проконсул на Бетика. През 103 г. той е суфектконсул заедно с Публий Метилий Непот. От 113 г. е легат Augusti pro praetore на провинция Дакия. През 117 г. е управител на Рим (praefectus urbi Romae). Приятел е с Плиний Млади.